# Другой путь
«Другой путь» (швед. Hannah med H) — шведско-французский фильм-драма, снятый в 2003 году.

## Сюжет
Ханне вот-вот будет 18 лет. Она уже живёт отдельно от родителей. Учиться не любит. Её главным и любимым занятием является сочинение стихотворений. В кафе Ханна знакомится с представившимся ей учителем Йенсом, который говорит, что без ума от её стихов. Очень скоро каждую ночь Ханне звонят на телефон. Когда девушка поднимает трубку, в ней всегда только молчание. Ханна задаётся вопросом, кто и зачем постоянно наблюдает за ней. Это помогают выяснить новые друзья Ханны: Эдин, Милена и Андреас.

## В ролях
- Туве Эдфельдт — Ханна Андерсен
- Юэль Киннаман — Андреас
- Аднан Зорлак — Эдин
- Бибьяна Мустафай — Милена
- Томас Морк — Йенс Носслин
- Анна Ларссон — Анна
- Неда Козиц — Кэттис
- Матиас Руст — парень с мобильным телефоном
- Аннели Мартини — мама Ханны
- Нильс Андерсен — папа Ханны
- Пер Луттроп — Мартин, брат Ханны
- Мартин Валльстрём — парень на вечеринке